# Cornelius Sjöcrona (jurist)
Cornelius Alexander Sjöcrona, född 22 oktober 1835 i Hardeberga, Malmöhus län, död 30 juni 1917 i Hedvig Eleonora församling, Stockholm, var en svensk jurist, ämbetsman och politiker.

## Biografi
Sjöcrona blev student vid Lunds universitet 1853, filosofie kandidat 1857 och filosofie magister 1859. Han avlade dessutom examen till rättegångsverken 1860 och blev 1864 vice häradshövding och 1867 adjungerad ledamot i Hovrätten över Skåne och Blekinge. Han var expeditionschef i Civildepartementet 1871–79, under tiden (1873) utnämnd till assessor i nämnda hovrätt, och var landshövding i Skaraborgs län 1880–1906.
I riksdagen var Sjöcrona medlem av första kammaren för Skaraborgs län 1887–1893 och 1900–1909 och satt därunder i lagutskottet (1887–1888 och, som ordförande, 1891, 1906–1907) samt i särskilda utskott (1889–1990, 1901–1903, 1905, 1908) och tillfälliga utskott (1890, 1892, 1904). Han bevistade alla kyrkomöten 1883–1898 samt var ordförande i åtskilliga kommittéer, såsom bolags- (1885–90) och värnskattskommittén (1902–1903). Sjöcrona var politiskt konservativ, men propagerade för sänkning av det politiska strecket och för kvinnlig rösträtt.
Sjöcrona blev juris hedersdoktor vid Linnéjubileet 1907 och ledamot av Musikaliska akademien 1908.

## Utmärkelser
- Kommendör med stora korset av Nordstjärneorden, 30 november 1889.[2]
- Riddare av första klassen av Norska Sankt Olavs orden, senast 1915.[2]